# Ancienne église de Jämsä
L'ancienne église de Jämsä est une église luthérienne située à Jämsä en Finlande.

## Histoire
Elle est détruite dans un incendie le 25 mai 1925.
On construira au même endroit l'actuelle église de Jämsä.
On aura le temps de sauver le retable peint en 1848 par Berndt Godenhjelm et le crucifix qui sont dans l'actuelle église de Jämsä.

## Galerie

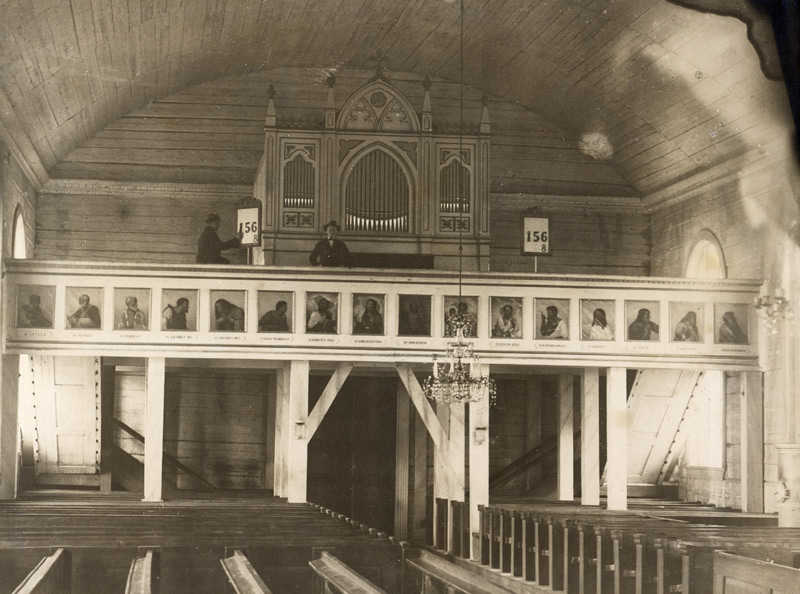
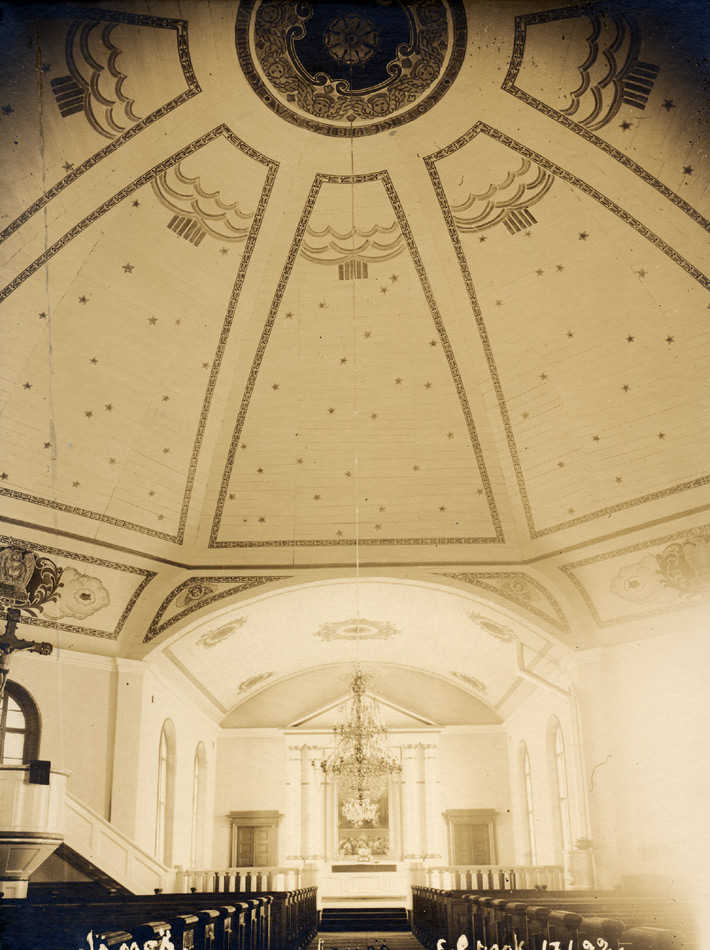
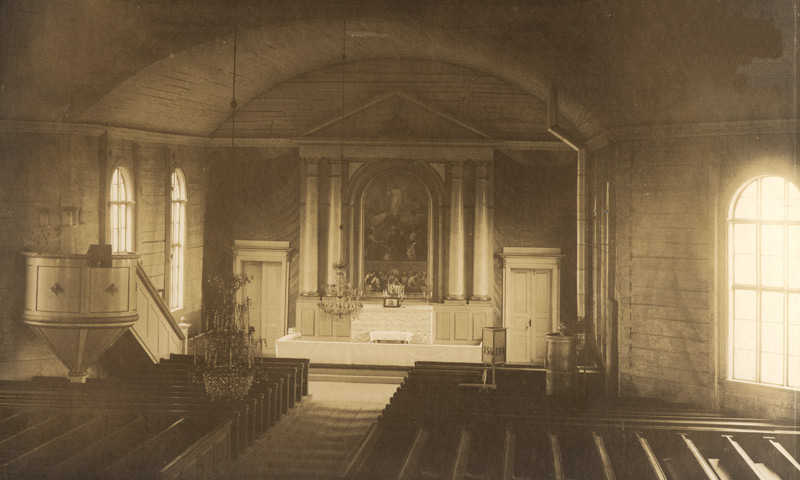
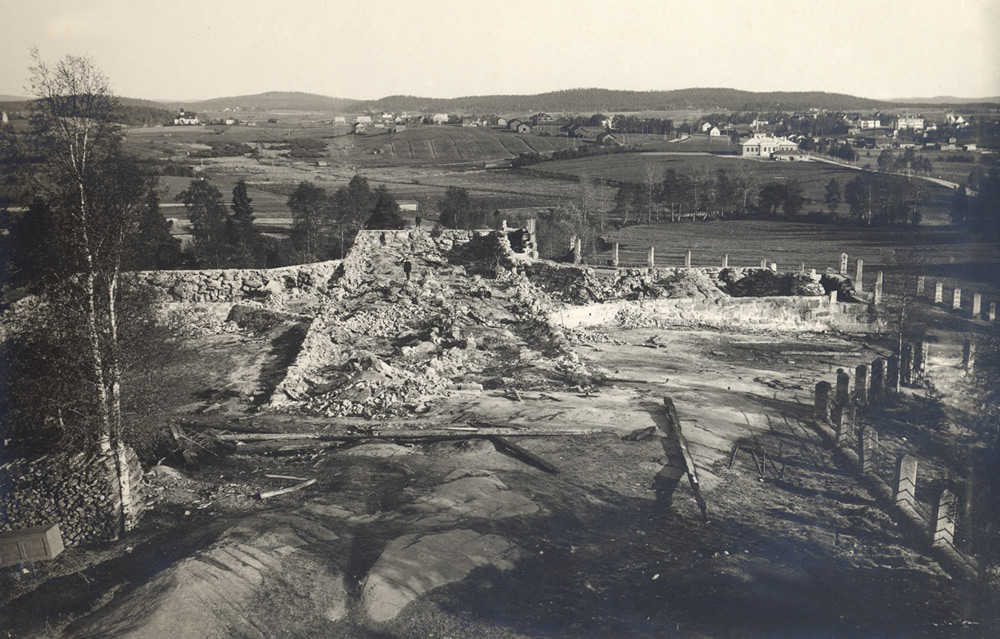